# Saint-Germain-de-Clairefeuille
Saint-Germain-de-Clairefeuille település Franciaországban, Orne megyében. Lakosainak száma 132 fő (2022. január 1.). Saint-Germain-de-Clairefeuille Croisilles, Ginai, Ménil-Froger és Merlerault-le-Pin községekkel határos.

## Népesség
A település népessége az elmúlt években az alábbi módon változott:
| Lakosok száma | 167  | 163  | 161  | 146  | 137  | 135  | 134  | 132  | 132  |
|               | 2013 | 2015 | 2016 | 2017 | 2018 | 2019 | 2020 | 2021 | 2022 |